# Tuc de Mieidia
El Tuc de Mieidia és una muntanya de 2191,3 metres, situada a la comarca del la Val d'Aran (província de Lleida). Està situat entre les valls d'Era Artiga de Lin i la vall de Gèles. La vall de Gèles està travessada pel barranc de Gèles que desemboca en el riu Joeu a l'Era Artiga de Lin. A la vall de Gèles es troba Eth Santet de Gausac que està dedicada a la verge de les Neus situada prop de Les Bordes de Gèles, s'hi accedeix a través d'una pista forestal que parteix de la pista asfaltada que porta a la Bassa d'Oles.